# Via Roma (Gênes)
La Via Roma est l'une des rues principales de la ville de Gênes, dominée par d'importants bâtiments du XIXe siècle et le palais Doria-Spinola du XVIe siècle.

## Histoire
La rue, construite entre 1866 et 1877 avec la parallèle Galleria Mazzini, servait de liaison entre la via Assarotti et la dernière partie de la via Carlo Felice, construite quelques décennies plus tôt, créant une connexion directe entre le quartier de Castelletto et le centre.
Une partie de la colline de Piccapietra et une partie de l'esplanade d'Acquasola ont été fouillées dans le cadre des travaux de construction de la rue, du tunnel et des bâtiments adjacents. En partant de derrière le théâtre Carlo Felice (dont la construction a été achevée en 1828) pour s'élever, l'église et le couvent de San Sebastiano, le conservatoire de San Giuseppe et l'oratoire de San Giacomo delle Fucine ont été démolis. En amont de Santa Caterina, qui relie la partie supérieure de la Via Roma à la Piazza delle Fontane Marose, un pont-siphon de l'aqueduc médiéval a été démoli.

## Caractéristiques
La rue à sens unique comporte deux voies de circulation montantes, dont l'une est dédiée aux transports en commun uniquement. Elle abrite les magasins de vêtements historiques les plus célèbres de la ville ainsi que les marques internationales et a fait l'objet d'un important réaménagement à l'occasion du Sommet du G8 de 2001 à Gênes.
Le Palais Doria-Spinola du XVIe siècle, siège de la Province de Gênes et de la Préfecture, surplombe la rue, qui a été mutilée à l'angle droit pour faire place à la construction de l'artère routière.

## Galerie d'images

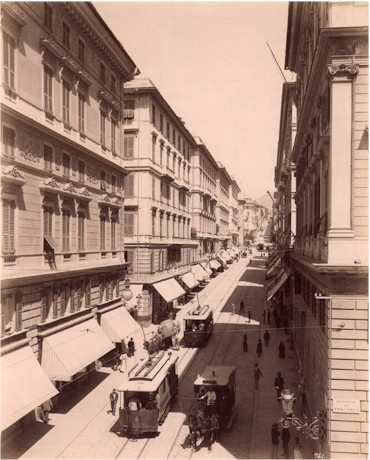
La Via Roma dans la seconde moitié du XIXe siècle, sur une photo d'Alfred Noack
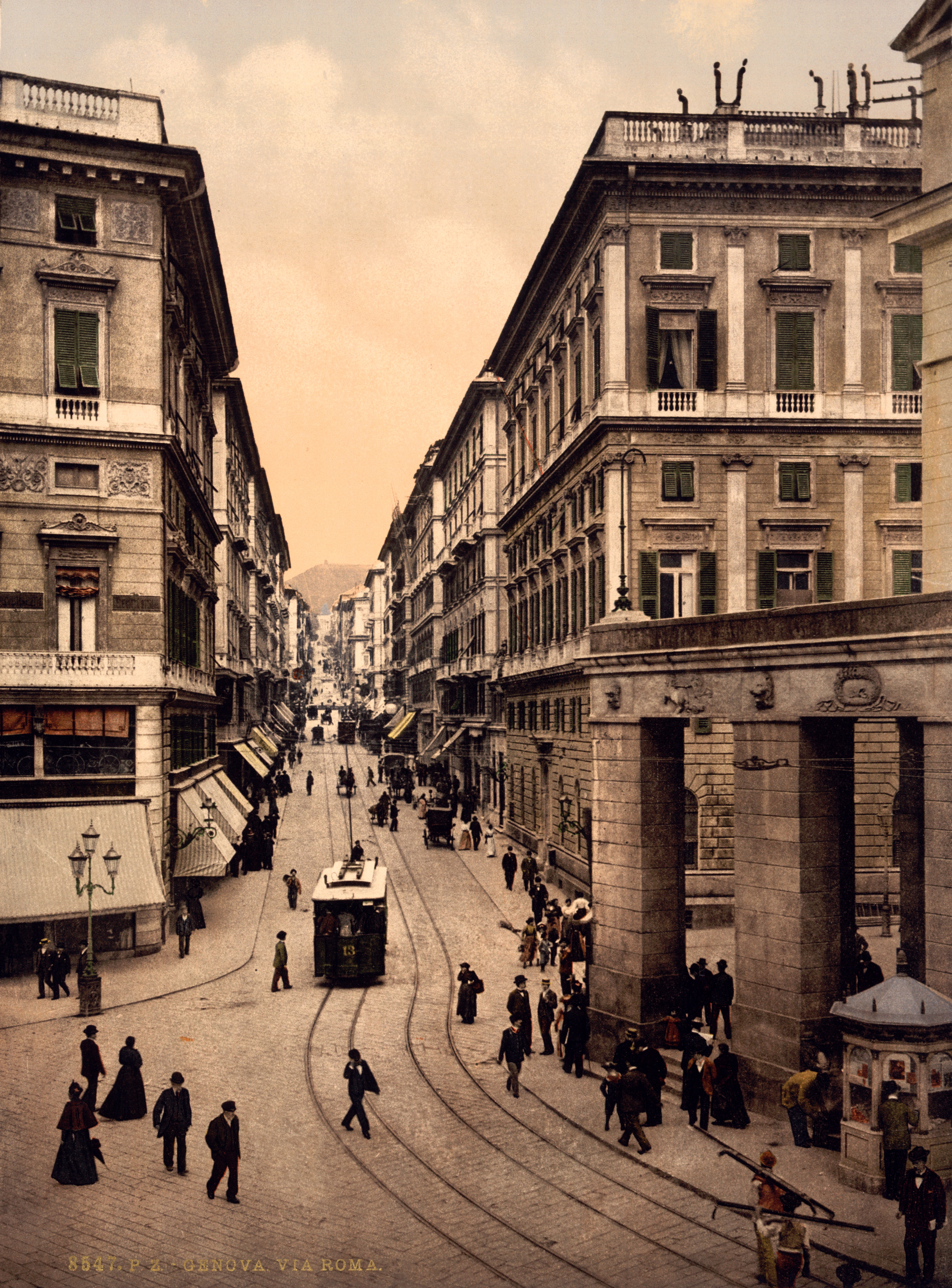
L'entrée de la rue, fin du XIXe siècle. La colonnade que l'on voit à droite appartient à la structure du Théâtre Carlo Felice
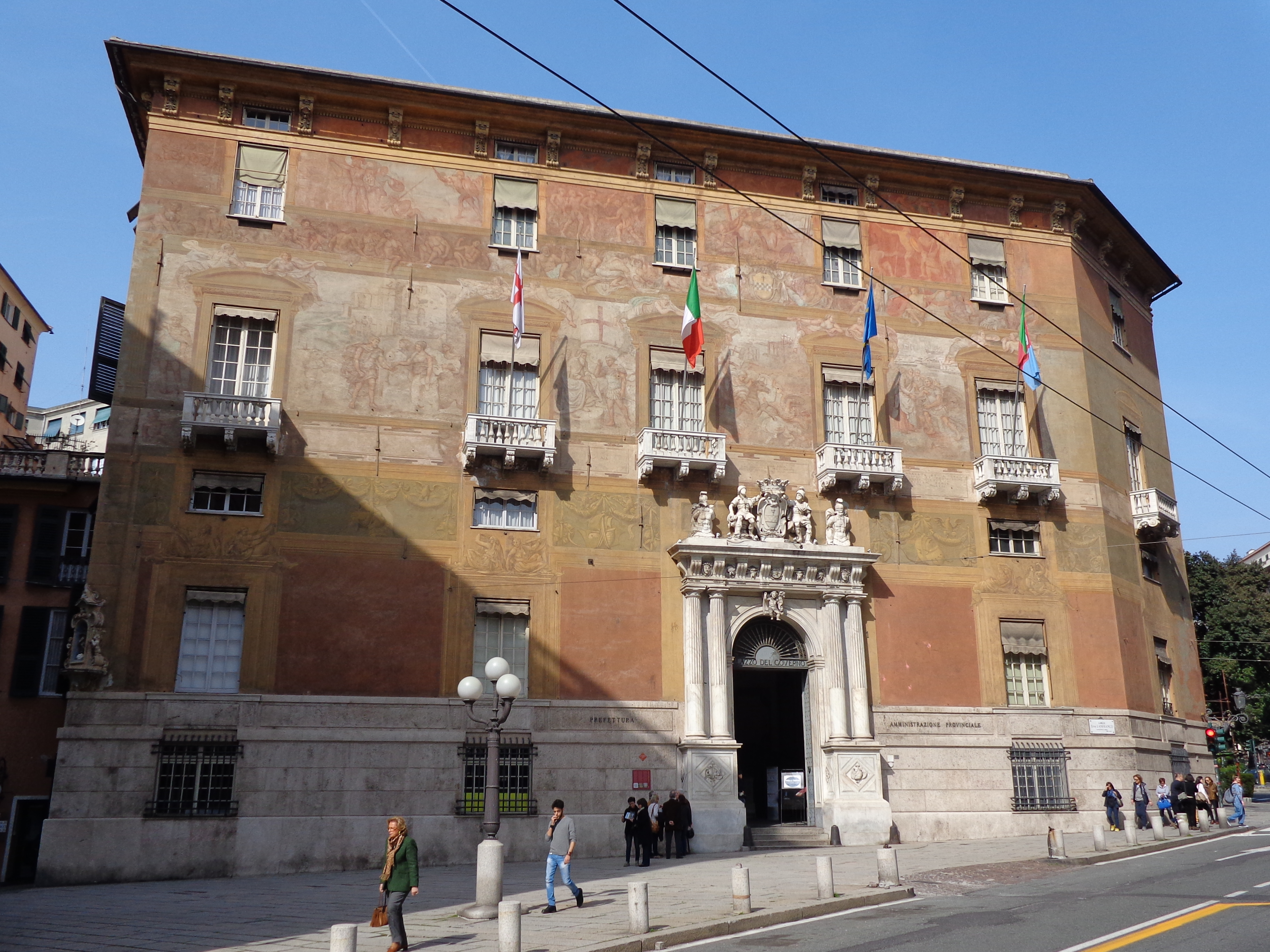
Palais Antonio Doria, donnant sur la rue, près de la Piazza Corvetto. Le bâtiment a subi de lourdes modifications pour permettre la construction de la voie
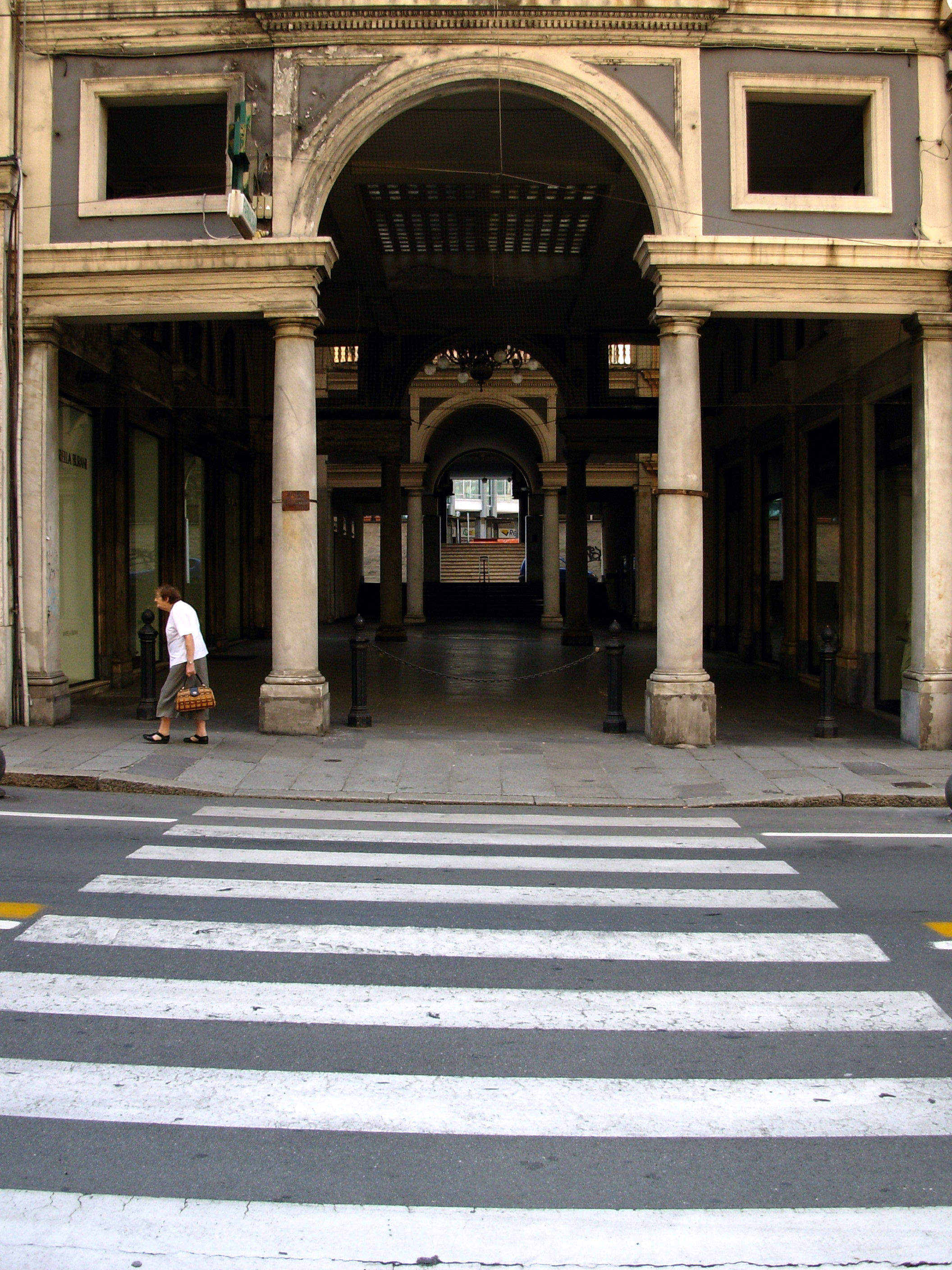
Entrée latérale de la galerie Mazzini, située via Roma